# Carl Billquist
Carl Folke Billquist (ur. 19 maja 1933 w Malmö, zm. 19 maja 1993 w Sztokholmie) – szwedzki aktor. Na przestrzeni lat 1961–1993 wystąpił w 60 produkcjach filmowych i telewizyjnych.

## Wybrana filmografia
- O tych paniach (För att inte tala om alla dessa kvinnor, 1964)
- Brawo, Roland! (Heja Roland!, 1966)
- Smekmånad (1972)
- Smarkacz na boisku (Fimpen, 1974)
- Pelle Svanslös (1981)
- Jönssonligan och Dynamit-Harry (1982)
- Prostoduszny morderca (Den enfaldige mördaren, 1982)
- Fanny i Aleksander (Fanny och Alexander, 1982)
- Jönssonligan får guldfeber (1984)